# Erwerbsgesellschaft (Österreich)
Die Erwerbsgesellschaft war bis 31. Dezember 2006 eine auf einen gemeinschaftlichen Erwerb unter gemeinsamer Firma gerichtete Personengesellschaft, die gegründet werden konnte, wenn für den Zweck nach den Vorschriften des Handelsgesetzbuches eine OHG oder KG nicht gegründet werden konnte.
Man unterschied
1. die offene Erwerbsgesellschaft (OEG), wenn bei keinem der Gesellschafter die Haftung gegenüber den Gesellschaftsgläubigern beschränkt war, und
2. die Kommandit-Erwerbsgesellschaft (KEG), wenn bei einem oder einigen der Gesellschafter die Haftung gegenüber den Gesellschaftsgläubigern auf den Betrag einer bestimmten Vermögenseinlage beschränkt war, während bei einem anderen Teil der Gesellschafter eine Beschränkung der Haftung nicht stattfand.

Rechtsgrundlage für die Erwerbsgesellschaften war das Erwerbsgesellschaftengesetz (BGBl. Nr. 257/1990). Mit Änderung des Handelsgesetzbuches durch das Handelsrechts-Änderungsgesetz (HaRÄG), BGBl. I Nr. 120/2005, wurden die Erwerbsgesellschaften mit den Personengesellschaften des Handelsrechts zusammengeführt. An Stelle der offenen Erwerbsgesellschaft (OEG) und der offenen Handelsgesellschaft (OHG) trat nun die zweckoffene offene Gesellschaft (OG). Analog trat an die Stelle der Kommandit-Erwerbsgesellschaft (KEG) und der Kommanditgesellschaft (KG) trat nun die ebenfalls zweckoffene Kommanditgesellschaft.
Bestehende Erwerbsgesellschaften gelten mit 1. Jänner 2007 als Personengesellschaften nach dem Unternehmensgesetzbuch (§ 907 UGB).
Untenstehende Ausführungen beziehen sich auf die Erwerbsgesellschaften vor dem 1. Jänner 2007.

## Gründe für die Einführung der Erwerbsgesellschaften
Vor Einführung der Erwerbsgesellschaften blieb kleineren Unternehmerzusammenschlüssen nur die Gesellschaft nach bürgerlichem Recht. Diese Gesellschaftsform ist flexibel einsetzbar, da keine Registereintragung erforderlich ist. Jedoch ist dies auch eine Schwäche der Gesellschaft bürgerlichen Rechts, da dies zu einer gewissen Rechtsunsicherheit führt. Außerdem verfügt die Gesellschaft bürgerlichen Rechts über keine Rechtspersönlichkeit und für ihre Verbindlichkeiten haften alle Gesellschafter simultan, wodurch es dem Gläubiger frei steht, einzelne oder auch alle Gesellschafter zu belangen.
Die Intention des Gesetzgebers war, hier Abhilfe zu schaffen und „kleine“ OHGs und KGs zuzulassen. Mit dem am 25. April 1990 beschlossen Erwerbsgesellschaftengesetz wurde schließlich die Rechtsgrundlage für solche Gesellschaften geschaffen. Das Erwerbsgesellschaftengesetz ist am 1. Jänner 1991 in Kraft getreten.
Für Gewerbebetriebe waren Erwerbsgesellschaften erst nach Inkrafttreten der Gewerbeordnungs-Novelle 1994 praktisch nutzbar, da erst dann die Bestellung von gewerberechtlichen Geschäftsführern zugelassen wurde. Zuvor wurden die Erwerbsgesellschaften praktisch nur von Freiberuflern genutzt, die in ihrer Berufsausübung ohnedies den strengen Regeln ihrer Berufsordnungen unterliegen.

## Gründung einer Erwerbsgesellschaft
Für die Gründung der Erwerbsgesellschaften war der Abschluss eines Gesellschaftsvertrags und die Eintragung in das Firmenbuch erforderlich (§ 3 Erwerbsgesellschaftengesetz). Vor der Eintragung bestand die Erwerbsgesellschaft nicht.

## Firma
Die Firma hatte den Rechtsformzusatz „offene Erwerbsgesellschaft“ bzw. „Kommandit-Erwerbsgesellschaft“ zu enthalten. Diese Bezeichnungen dürfen mit „OEG“ oder „KEG“ abgekürzt werden. Wenigstens der Zuname (Familienname) eines voll haftenden Gesellschafter oder einer voll haftenden Gesellschafterin musste in der Firmenbezeichnung enthalten sein. Ein Zusatz als Hinweis auf den Unternehmensgegenstand war möglich.
Soweit die berufsrechtlichen Vorschriften für die Firma nichts anderes vorsahen, hatte die Firma den Hinweis auf den ausgeübten freien Beruf zu enthalten. An die Stelle der Bezeichnung „OEG“ konnte die Bezeichnung „Partnerschaft“ oder – sofern die Firma nicht die Namen aller Gesellschafter enthielt – der Zusatz „und (&) Partner“, an die Stelle der Bezeichnung „KEG“ konnte die Bezeichnung „Kommandit-Partnerschaft“ treten.
Für die seit 1. Jänner 2007 an Stelle der Erwerbsgesellschaften getretenen Personengesellschaften nach dem UGB gelten gegenüber den erwähnten Vorschriften nunmehr liberalere Vorschriften.

## Rechtsverhältnisse in der Gesellschaft
Auf die Erwerbsgesellschaften fanden im Wesentlichen die handelsrechtlichen Vorschriften analog Anwendung (§ 4 Erwerbsgesellschaftengesetz).

### Einlagen der Gesellschafter
Einlagen konnten materiellen oder ideellen  Charakter haben. Kommanditisten zeichnen Haftungseinlagen und leisteten darauf Pflichteinlagen. Die Gesellschafter halten „Vermögensanteile“, die von den „Gewinnanteilen“ abweichen können.

### Rechtsfähigkeit der Gesellschaft
Die OEG war eine Gesellschaft mit eigener Rechtspersönlichkeit und Minderkaufmannseigenschaft.

### Gesellschafter-Haftung
Für die Verbindlichkeiten der Gesellschaft haften die Komplementäre persönlich, solidarisch sowie unbeschränkt, die Kommanditisten mit ihrer Haftungseinlage.

### Geschäftsführung und Vertretung der Gesellschaft nach außen
Zur Vertretung nach außen war jeder persönlich haftende Gesellschafter ermächtigt und verpflichtet, sofern er nicht durch Gesellschaftsvertrag von der Geschäftsführung ausgeschlossen war. Einzel- oder Gesamtvertretung war möglich. Waren einzelne Komplementäre von der Geschäftsführung ausgeschlossen, beschränkt sich die Vertretungsbefugnis der Geschäftsführer auf den gewöhnlichen Geschäftsbetrieb. Kommanditisten waren von der Geschäftsführung ausgeschlossen.

## Steuerrecht
Jeder Gesellschafter und jede Gesellschafterin war einkommensteuerpflichtig (Durchgriffsprinzip).